# Notre-Dame d’Auteuil

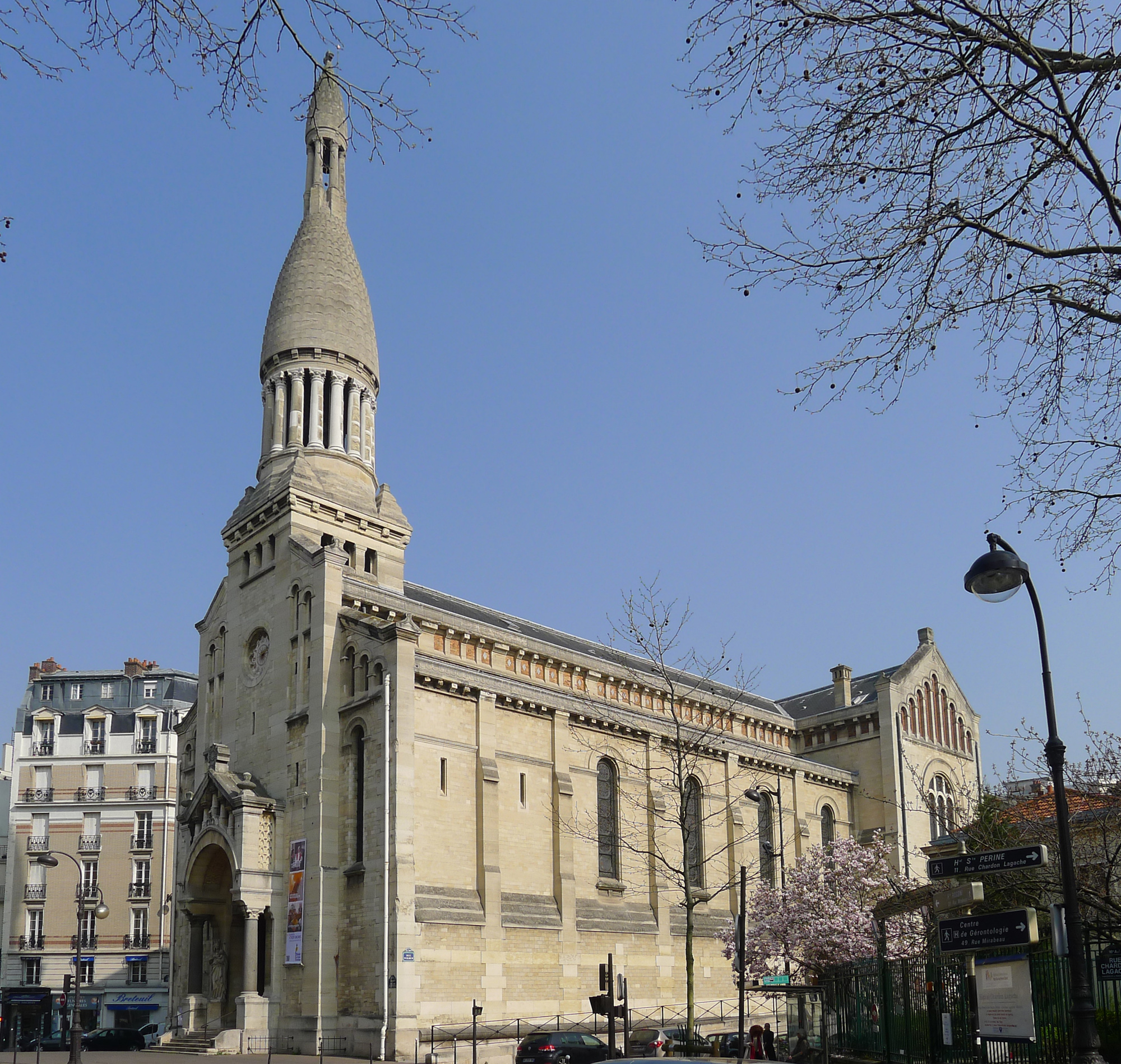
Pfarrkirche Notre-Dame d’Auteuil

Die Pariser Pfarrkirche Notre-Dame d’Auteuil wurde 1884 vollendet. Sie ist im romanisch-byzantinischen Stil gebaut. Insbesondere ist sie bekannt für ihre Cavaillé-Coll-Orgel.

## Geschichte
Bis 1877 hatte Auteuil eine Kirche, deren Ursprünge bis ins 12. Jahrhundert zurückreichten. Von 1877 bis 1884 wurde die neue Kirche errichtet. Der Architekt war Émile Vaudremer, der auch St-Pierre de Montrouge geplant hatte. Der Preis betrug 844.000 Franc. 1892 wurde sie geweiht.

## Architektur
Sie ist 63 m lang und 50 m hoch. Sie ist im neobyzantinischen bzw. romanisch-byzantinischen Baustil (manchmal abfällig Zuckerbäckerstil genannt) erbaut und ähnelt der Basilika Sacré-Cœur oder der Pfarrkirche Saint-Pierre-de-Montrouge. Am Eingang befindet sich eine Marienstatue Henri-Charles Manigliers. Im Inneren ist die Kirche durch die Hagia Sophia und die Kathedrale von Périgueux inspiriert.

## Orgel
Bereits 1877 begann Aristide Cavaillé-Coll mit dem Bau einer dreimanualigen Orgel, die aber dann – wesentlich erweitert – im Konzertsaal Palais du Trocadéro Aufstellung fand. Die heutige Orgel wurde 1885 von Cavaillé-Coll mit 32 Registern auf zwei Manualen und Pedal erbaut. Nach ersten Reparaturen durch Charles Mutin 1912 erweiterte die Werkstatt Louis Debierre & Gloton die Orgel 1937 u. a. um ein schwellbares Positiv auf 53 Register, ersetzte die Trakturen durch elektrische Spiel- und Registertrakturen und installierte einen neuen Spieltisch. Nach einem weiteren Eingriff (1963) wurde das Instrument 2015–2018 von der Orgelbauwerkstatt Denis Lacorre im Auftrage der Stadt Paris umfassend restauriert und der Spieltisch mit diversen neuen Koppeln, Spielhilfen und digitalem Steuersystem ausgerüstet. Die Disposition lautet seit 2018:
| I Grand-Orgue C–g3 |     |
| Montre             | 16′ |
| Bourdon            | 16′ |
| Montre             | 8′  |
| Bourdon            | 8′  |
| Salicional         | 8′  |
| Flûte harmonique   | 8′  |
| Prestant           | 4′  |
| Flûte douce        | 4′  |
| Doublette          | 2′  |
| Plein Jeu          |     |
| Grand Plein Jeu    |     |
| Cornet V           |     |
| Bombarde           | 16′ |
| Trompette          | 8′  |
| Clairon            | 4′  |

| II Positif Expressif C–g3      |        |
| Flûte ouverte                  | 8′     |
| Flûte                          | 4′     |
| Nasard                         | 2 ⁄3′  |
| Quarte                         | 2′     |
| Tierce                         | 1 3⁄5′ |
| Larigot                        | 1 ⁄3′  |
| Fourniture IV                  |        |
| Cymbale IV                     |        |
|                                |        |
| II Grand Choeur Expressif C–g3 |        |
| Principal                      | 8'     |
| Cor de Nuit                    | 8'     |
| Unda Maris                     | 8'     |
| Fourniture IV                  |        |
| Trompette                      | 8'     |
| Cromorne                       | 8'     |
| Clairon                        | 4'     |

| III Récit Expressif C–g3 |       |
| Quintaton                | 16′   |
| Cor de nuit              | 8′    |
| Flûte traversière        | 8′    |
| Viole de gambe           | 8′    |
| Voix céleste             | 8′    |
| Flûte octaviante         | 4′    |
| Nasard                   | 2 ⁄3′ |
| Octavin                  | 2′    |
| Plein Jeu III            |       |
| Fourniture IV            |       |
| Basson                   | 16′   |
| Trompette harmonique     | 8′    |
| Basson-hautbois          | 8′    |
| Voix humaine             | 8′    |
| Clairon                  | 4′    |
|                          |       |
| Trémolo                  |       |

| Pédalier C–f1   |     |
| Soubasse (Ext.) | 32′ |
| Contrebasse     | 16′ |
| Soubasse        | 16′ |
| Basse           | 8′  |
| Violoncelle     | 8′  |
| Bourdon         | 8′  |
| Flûte (Ext.)    | 4′  |
| Bombarde        | 16′ |
| Trompette       | 8′  |
| Clairon         | 4′  |

- Koppeln:
  - Accouplement: II/I, III/I, III/II
  - Tirasses: I, II, III
- Spielhilfen: 6 feste Kombinationen, 8 freue Kombinationen, Absteller, Zungenabsteller (Grand-Orgue, Positif, Récit, Pédalier), Tutti

Ihre Titularorganisten waren:
- 1861–1865: J. Franck
- 1885–1923: Schwaab
- 1889–1896: E. Lacroix
- 1926–1963: P. Marcilly
- unbekannt: J. Noyon
- 1949–1998: H. Veysseire
- Seit 1999: Frédéric Blanc